# Ukrajinská latinka

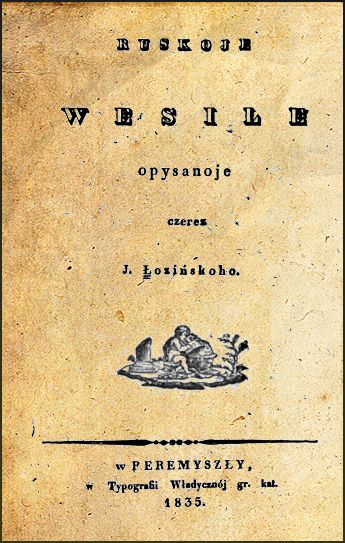
Titulní strana knihy "Ruskoje wesile" (Rusínská svatba, 1835) od Josypa Lozynského, která představila jeho latinku pro ukrajinštinu (rusínštinu)

Ukrajinská latinka (latynka nebo łatynka) je označení pro několik systémů zápisů ukrajinštiny v latince. Byla navržena nebo zavedena několikrát v historii, ale nikdy nenahradila konvenční ukrajinskou cyrilici.

## Dějiny
Ukrajinština byla příležitostně psána latinkou již v šestnáctém a sedmnáctém století v publikacích používajících polskou a českou abecedu. V devatenáctém století se objevily pokusy zavést latinku pro zápis ukrajinštiny od Josypa Lozynského, ukrajinského učence a kněze ze Lvova (Josyp Łozyński, Ruskoje wesile, 1834), Tomasze Padura a dalších polsko-ukrajinských romantických básníků.
Použití latinky pro ukrajinštinu bylo podporováno úřady v Haliči za rakouské Habsburské monarchie. Franc Miklošič vyvinul latinskou abecedu pro ukrajinštinu v roce 1852 založenou na polské a české abecedě (přijal české č, š, ž, dž, ď, ť, polské ś, ź, ć, ń a ł). O tento koncept se zajímal český politik Josef Jireček, kterému se podařilo pro projekt získat podporu na říšském ministerstvu vnitra. V rámci polonizační kampaně v Haliči v období neoabsolutistické vlády po roce 1849 se místodržitel Agenor Gołuchowski pokusil v roce 1859 zavést tuto latinku. Tím začala tuhá veřejná diskuse nazývaná abecední válka (ukrajinsky Азбучна війна), a nakonec byla latinka odmítnuta. Ukrajinské knihy byly nadále vydávány v cyrilici, zatímco latinská abeceda byla používána ve speciálních vydáních „pro ty, kteří čtou pouze polsky“ v Haliči, Podlesí a Chełmsku.
Latinka pro ukrajinské publikace byla zavedena také v rumunské Besarábii, Bukovině a Dobrudžy, uherském Zakarpatí. V Bukovině působící ukrajinský básník Jurij Feďkovyč používal ve svém díle latinku podle vzoru chorvatské gajice (s prvky polské abecedy).
Na Ukrajině pod správou Ruského impéria prosazoval Mychajlo Drahomanov v roce 1876 čistě fonematickou cyrilici (drahomanivka) včetně latinského písmene ј, nahrazující digrafy я, є, ю, ї za ја, је, ју, јі, podobně jako dříve Karadžićova reforma srbské abecedy. Emžský dekret zakazující tisk ukrajinštiny odsoudil tuto reformu k neúspěchu.
Na sovětské Ukrajině během ortografické konference v Charkově v roce 1927 lingvisté Maik Johansen, Borys Tkačenko a Mykola Nakonečnyj navrhli použití „mezinárodnějšího“ latinského písma pro ukrajinštinu, ale tato myšlenka narazila na odpor u zástupců sovětské vlády. Větší oblibu si latinka nezískala ani v rámci latinizace v SSSR, v této latinizaci se za ukrajinštinu angažoval Vasyl Simovyč. Po ukončení
Po roce 1991 (nezávislost Ukrajiny) nabyla významu romanizace, oficiální systém byl zaveden v roce 2010.

## Varianty

### Abecadło
Latinka, kterou navrhl Lozynskyj a nejčastěji je nazývána Abecadło. Abeceda si půjčuje znaky z české a polské latinky a byla podobná běloruské Łacince. Tato latinka nebyla široce přijata a jisté užívání bylo ze strany Ukrajinců žijících poblíž polských území (a právě tam byla nazývána Abecadło).
| A a | B b | C c   | Ć ć   | Cz cz | D d   | D́ d́   | E e   | F f   | G g |
| А а | Б б | Ц ц   | Ць ць | Ч ч   | Д д   | Дь дь | Е е   | Ф ф   | Ґ ґ |
|     |     |       |       |       |       |       |       |       |     |
| H h | I i | J j   | K k   | L l   | Ł ł   | M m   | N n   | Ń ń   | O o |
| Г г | І і | Й й   | К к   | Ль ль | Л л   | М м   | Н н   | Нь нь | О о |
|     |     |       |       |       |       |       |       |       |     |
| P p | R r | Ŕ ŕ   | S s   | Ś ś   | Sz sz | T t   | T́ t́   | U u   | W w |
| П п | Р р | Рь рь | С с   | Сь сь | Ш ш   | Т т   | Ть ть | У у   | В в |
|     |     |       |       |       |       |       |       |       |     |
|     |     |       | Y y   | Z z   | Ź ź   | Ż ż   |       |       |     |
|     |     |       | И и   | З з   | Зь зь | Ж ж   |       |       |     |

Příklad z předmluvy Josypa Lozynského Ruskoje wesile (1834):
Perédmowa
W tym opysi skazuju, jaksia wesile po sełach meży prostym ruskim ludom widprawlaje. Ne mohu jednako utrymowaty, jakoby toj sposób wesile widprawlaty wsiude newidminni był zachowanym; bo hdenekodyj szczoś dodajut, hdeinde szczoś wypuskajut, a znowu hdeinde szczoś widminiajut. Syła w mojej syli było, starał-jemsia w rozmaitych misciach obradki i pisny ruskoho wesila póznaty i pérekonał-jemsia że prynajmni szczo do hołownych obradkiw i pisnéj wsiude tymże samym sposobom wesilesia widprawlaje. I toj sposób opysałjem w nynijszуj knyżoczci dodajuczy jednako hdenekodyj i miscowyi widminy. Moim najperszym i najbohatszym a nawet́ i nihdy newyczerpanym źridłom, z kotorohom tyi widomosty czerpał, było dopytowanie po sełach tych ludej, kotryi czasto na wesilach bywały i wesilnyi uŕady pistowały. Nykotorych obradkiw był jem sam okozritelnym świdkom.

### Jirečkův návrh
Josef Jireček navrhl latinku ještě bližší české abecedě (zachoval polská písmena ć, ń, ś, ź).
| A a       | B b  | C c   | Ć ć   | Č č   | Ch ch | D d | Ď ď     | Dz dz | Dź dź   |
| А а       | Б б  | Ц ц   | ЦЬ ць | Ч ч   | Х х   | Д д | ДЬ дь   | Дз дз | Дзь дзь |
| Dž dž     | E e  | Ě ě   | F f   | G g   | H h   | I i | J j     | K k   | L l     |
| Дж дж     | Е е  | Є є1  | Ф ф   | Ґ ґ   | Г г   | І і | (Й) (й) | К к   | Л л     |
| Ľ ľ       | Ł ł  | M m   | N n   | Ń ń   | O o   | P p | R r     | Ŕ ŕ   | S s     |
| Л(Ь) л(ь) | Л л2 | М м   | Н н   | НЬ нь | О о   | П п | Р р     | РЬ рь | С с     |
| Ś ś       | Š š  | Šč šč | T t   | Ť ť   | U u   | ü   | V v     | W w   | X x     |
| СЬ сь     | Ш ш  | Щ щ   | Т т   | ТЬ ть | У у   | і3  | В в     | В в4  | Кс кс4  |
| Y y       | Z z  | Ź ź   | Ž ž   |       |       |     |         |       |         |
| И и       | З з  | ЗЬ зь | Ж ж   |       |       |     |         |       |         |

1. ^ Pro є užité na místě staroslověnského ѧ nebo polské ę (např. sěhnuty, děkovaly, ščěstje, devěť).
2. ^ Pro л za staroslověnské ъl + konsonant (např. vołk). Jireček omylem předpokládal, že v ukrajinštině jsou zastoupeny tři L – tvrdé (hart) l, měkké (erweicht) ľ a potenciálně tvrdé (potenziert hart) ł.
3. ^ Pro і, odvozené ze starocírkevněslověnského о (Jireček odlišil і < о and і < е, ѣ). Např. кість - küsť, гвіздь - hvüźď.
4. ^ Pouze v cizích slovech.

### Moderní verze
V moderní ukrajinštině je užívání latinky velmi neobvyklé, přesto pokračují diskuse o sjednocení latinizace. Nejpopulárnější verze je tzv. Luchukivka (lučukivka, na české abecedě), návrh Ivana Lučuka. A dále tzv. gajica na chorvatské latince, na západní Ukrajině se stále užívá Abecadło.
Od Ukrajinské nezávislosti v roce 1991, pro registraci vozidel (Státní poznávací značky na Ukrajině) se užívají písmena, která se objevují jak v cyrilici, tak v latince: A, B, E, I, K, M, H, O, P, C, T, X.

### Srovnání
Srovnání zápisů textu ukrajinské hymny (před rokem 2003) v různých návrzích latinky.
| Cyrilice | Lozynského návrh | Jirečkův | Gajica | Národní romanizace |
| --- | --- | --- | --- | --- |
| Ще не вмерла України ні слава, ні воля. Ще нам, браття молодії, усміхнеться доля. Згинуть наші воріженьки, як роса на сонці, Запануєм і ми, браття, у своїй сторонці. Душу й тіло ми положим за нашу свободу І покажем, що ми, браття, козацького роду! | Szcze ne wmerła Ukrainy ni sława, ni wola. Szcze nam, brattia molodii, usmichneťsia dola. Zhynuť naszi woriżeńky, jak rosa na sonci, Zapanujem i my, brattia, u swoij storonci. Duszu j tiło my położym za naszu swobodu, I pokażem, szczo my, brattia, kozaćkoho rodu. | Šče ne vmerla Ukrajiny ni slava, ni voľa. Šče nam, bratťa molodiji, usmichnet sě doľa. Zhynut naši vorüžeńky, jak rosa na sonci, Zapanujem i my, bratťa, u svojij storonci. Dušu j tilo my položym za našu svobodu, I pokažem, ščo my, bratťa, kozaćkoho rodu. | Šče ne vmerla Ukrajiny ni slava, ni volja. Šče nam, brattja molodiji, usmixnetjsja dolja. Zhynutj naši voriženjky, jak rosa na sonci, Zapanujem i my, brattja, u svojij storonci. Dušu j tilo my položym za našu svobodu, I pokažem, ščo my, brattja, kozacjkoho rodu. | Shche ne vmerla Ukrainy, ni slava, ni volia. Shche nam, brattia molodii, usmikhnetsia dolia. Zghynut nashi vorizhenky, yak rosa na sontsi, Zapanuiem i my, brattia, u svoii storontsi. Dushu y tilo my polozhym za nashu svobodu I pokazhem, shcho my, brattia, kozatskoho rodu. |